# Skänk (metallurgi)

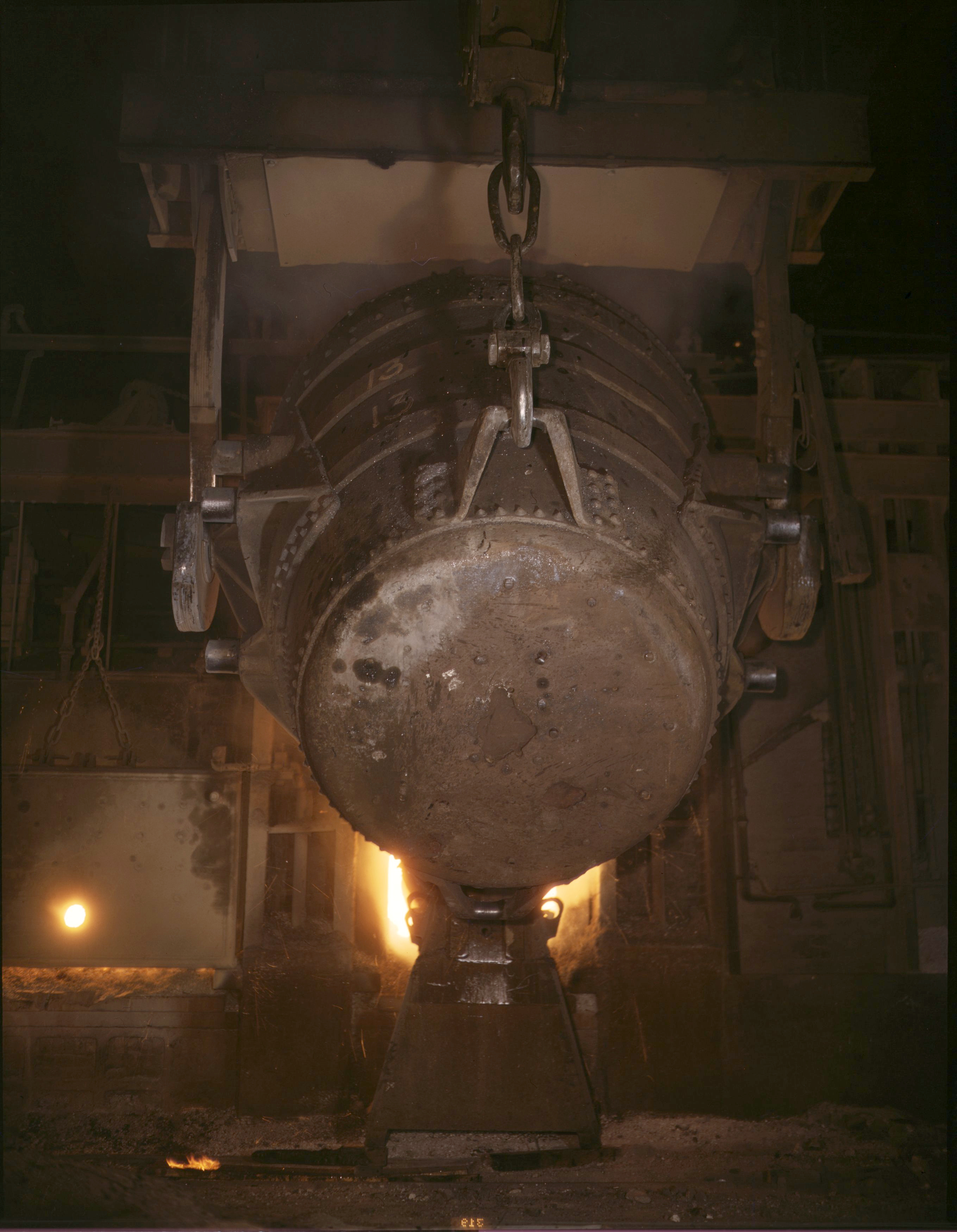
En skänk med smält järn hälls i en ugn

En skänk används för att förvara och transportera smält metall, vanligtvis i smältverk. 
På grund av de påfrestningar skänkar utsätts för måste de vara starka nog för att kunna hålla metallens vikt, tåliga för extrem värme men samtidigt isolerande för att undvika värmespill och skador på skänkens omgivningar. För att uppfylla dessa krav tillverkas skänkar oftast i stål och har ett skyddande skal av värmetåligt material på insidan, exempelvis tegel.
Skänkar töms antingen från toppen, precis som ett vanligt dricksglas, eller från ett hål i bottnen. Bottentömmande skänkar är vanligare inom stålindustrin då denna form av tömning ger möjligheten att kontrollera stålflödet i samband med gjutning.